# Abraxas latifasciata
Abraxas latifasciata är en fjärilsart som beskrevs av Rayner 1920. Abraxas latifasciata ingår i släktet Abraxas och familjen mätare. Inga underarter finns listade i Catalogue of Life.